# Триммер, Сара
Сара Триммер (англ. Sarah Trimmer, урождённая Кирби англ. Kirby; 6 января 1741 — 15 декабря 1810) — британская детская писательница и литературный критик XVIII века, а также педагог, издательница, благотворительница и реформатор системы образования. 

## Биография
Сара Триммер родилась в семье художника, образование получила в школе-интернате для девочек, вышла замуж за богатого человека, родила двенадцать детей.
Издаваемый ей журнал, The Guardian of Education, впервые серьёзно рассматривал детскую литературу как возникающий отдельный жанр литературы; издание также впервые занималось изучением истории детской литературы, создав своего рода канон первоначальных особенностей жанра, который западные учёные используют до сих пор. Наиболее популярная детская книга авторства Триммер, Fabulous Histories, вдохновила многих авторов на написание многочисленных детских рассказов о животных и переиздавалась на протяжении более века.
Триммер также была активным филантропом. Она основала несколько воскресных и благотворительных школ в своём церковном приходе. Для воплощения в жизнь своих образовательных проектов она написала несколько учебников и учебных пособий для женщин, заинтересованных в открытии своих собственных школ. Усилия Триммер вдохновили других женщин, таких как Ханна Мор, создавать программы для воскресных школ и писать для детей и бедных.
Работы Триммер были активно направлены на поддержание многих аспектов социального и политического статус-кво в обществе. Принадлежа к направлению высокой церкви англиканства, она стремилась содействовать распространению учения Англиканской церкви и обучению маленьких детей и бедных доктрине христианства. Её сочинения излагали преимущества социальной иерархии, утверждая, что каждый класс должен оставаться в той позиции на социальной лестнице, которая дана ему Богом. Тем не менее, поддерживая многие из традиционных политических и социальных идеологий своего времени, Триммер ставила под сомнение другие, в том числе те, которые касались отношений между полами и внутри семьи.